# Открытый чемпионат Франции по теннису 2003

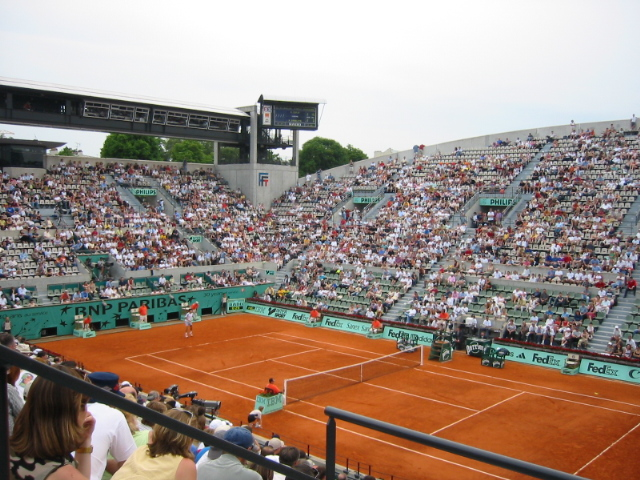
Во время турнира на корте Сюзанн Ленглен

Открытый чемпионат Франции 2003 — 102-й розыгрыш ежегодного профессионального теннисного турнира серии Большого шлема, проводящегося во французском Париже на кортах местного теннисного центра «Ролан Гаррос». Традиционно выявляются победители соревнования в девяти разрядах: в пяти — у взрослых и четырёх — у старших юниоров.
В 2003 году матчи основных сеток прошли с 26 мая по 8 июня. Соревнование традиционно завершало основной сезон турниров серии на данном покрытии.

## Соревнования

### Взрослые

#### Мужчины. Одиночный турнир
Хуан Карлос Ферреро обыграл  Мартина Веркерка со счётом 6:1, 6:3, 6:2.
- Ферреро выиграл единственный в карьере титул на турнирах Большого шлема во втором для себя финале «Ролан Гаррос».
- Ферреро выиграл 3-й одиночный титул в сезоне и 10-й за карьеру в основном туре ассоциации.
- Веркерк сыграл единственный в карьере финал на турнирах Большого шлема.
- Веркерк сыграл 2-й одиночный финал в сезоне и за карьеру в основном туре ассоциации.

#### Женщины. Одиночный турнир
Жюстин Энен-Арденн обыграла  Ким Клейстерс со счётом 6:0, 6:4.
- Представительницы Бельгии впервые разыграли финал турнира Большого шлема.
- Энен-Арденн выиграла дебютный титул на турнирах Большого шлема.
- Энен-Арденн выиграла 4-й одиночный титул WTA в сезоне и 10-й за карьеру.
- Клейстерс второй раз сыграла в одиночном финале на Ролан Гаррос и в рамках серии Большого шлема (до этого в 2001 году).
- Клейстерс сыграла 7-й одиночный финал WTA в сезоне и 24-й за карьеру.

#### Мужчины. Парный турнир
Боб Брайан /  Майк Брайан обыграли  Евгения Кафельникова /  Паула Хархёйса со счётом 7:6(3), 6:3.
- Братья Брайаны выиграли дебютный титул Большого шлема.
- Братья Брайаны выиграли 2-й титул в сезоне и 11-й за карьеру на соревнованиях ассоциации.

#### Женщины. Парный турнир
Ким Клейстерс /  Ай Сугияма обыграли  Вирхинию Руано Паскуаль /  Паолу Суарес со счётом 6:7(5), 6:2, 9:7.
- Клейстерс выиграла дебютный титул Большого шлема.
- Клейстерс сыграла в этом году в финале одиночных и парных соревнований.
- Сугияма выиграла 2-й титул Большого шлема в женском парном разряде.
- Клейстерс выиграла 4-й парный титул в сезоне и 24-й за карьеру на соревнованиях ассоциации.
- Сугияма выиграла 4-й парный титул в сезоне и 8-й за карьеру на соревнованиях ассоциации.

#### Микст
Лиза Реймонд /  Майк Брайан обыграли  Елену Лиховцеву /  Махеша Бхупати со счётом 6:3, 6:4.

### Юниоры

#### Юноши. Одиночный турнир
Станислас Вавринка обыграл  Брайана Бейкера со счётом 7:5, 4:6, 6:3.

#### Девушки. Одиночный турнир
Анна-Лена Грёнефельд обыграла  Веру Душевину со счётом 6:4, 6:4.

#### Юноши. Парный турнир
Дьёрдь Балаж /  Дуди Села обыграли  Камила Чапковича /  Ладо Чихладзе со счётом 5:7, 6:1, 6:2.

#### Девушки. Парный турнир
Адриана Гонсалес Пеньяс /  Марта Фрага Перес обыграли  Катерину Богмову /  Михаэллу Крайчек со счётом 6:0, 6:3.